# Myareya
Myareya (tiếng Belarus: Мярэя), còn chuyển tự là Miareja, hoặc Mereya (tiếng Nga: Мерея) là một sông tại Belarus và Nga. Đây là một phụ lưu tả ngạn của sông Dnepr. Sông dài 67 km, chảy theo hướng bắc-đông bắc.
Sông chảy qua tỉnh Mogilev và tỉnh Vitebsk của Belarus và tỉnh Smolensk của Nga. Sau khi chảy bên trong Belarus, trong 36 km  sông tạo thành biên giới tự nhiên giữa huyện Krasninsky của tỉnh Smolensk và tỉnh Vitebsk của Belarus. Đầu nguồn gần làng Logovino, tỉnh Mogilev. Cửa sông gần làng Klimenty, huyện Krasninsky. Các phụ lưu chính là Lupa và Svinaya.